# Westkwartier
Het Westkwartier was de zuidwestelijke hoek van het graafschap Vlaanderen dat een aparte eenheid vormde van zeven kasselrijen, die naar hun hoofdplaatsen genoemd werden:
- Veurne (de Kasselrij Veurne),
- Ieper (de Kasselrij Ieper),
- Waasten,
- Belle,
- Sint-Winoksbergen,
- Kassel en
- Broekburg.

Vroeger werd dit deel van Vlaanderen Westland of zelfs 'West-Vlaanderen' genoemd, maar tijdens de 16de eeuw verdrong de naam "Westkwartier" alle andere. Het gebied komt grotendeels overeen met de huidige landstreek Westhoek.
Ook in de briefwisseling in verband met de godsdiensttroebelen heeft men het steeds over het roerige Westkwartier. Hier voltrok zich de eerste (van drie)fasen van de beeldenstorm van 1566.